# Zuvelcați
Zuvelcați es una localidad rumana de la comuna de Bârla, en el condado de Argeș.

## Historia
Hacia comienzos del siglo XX, la localidad, que por entonces pertenecía al condado de Teleorman, formaba parte de la comuna de Malu y tenía contabilizada una población de 175 habitantes.
En la segunda mitad del siglo XX la localidad había pasado a formar parte de la comuna de Bârla, en el condado de Argeș. En el censo de 2021 la localidad tenía una población de 33 habitantes.